# 1971 у хокеї з шайбою
Нижче наведені хокейні події 1971 року у всьому світі.

## Головні події
На чемпіонаті світу в Швейцарії золоті нагороди здобула збірна СРСР.
У фіналі кубка Стенлі «Монреаль Канадієнс» переміг «Чикаго Блекгокс».

## Національні чемпіони
- Австрія: «Клагенфурт»
- Болгарія: ЦСКА (Софія)
- Данія: «Гладсаксе»

- Італія: «Кортіна» (Кортіна-д'Ампеццо)
- Нідерланди: «Тілбург Трапперс»
- НДР: «Динамо» (Вайсвассер)
- Норвегія: «Волеренга» (Осло)
- Польща: «Подгале» (Новий Тарг)
- Румунія: «Динамо» (Бухарест)
- СРСР: ЦСКА (Москва)
- Угорщина: «Ференцварош» (Будапешт)
- Фінляндія: «Ессят» (Порі)
- Франція: «Шамоні» (Шамоні-Мон-Блан)
- ФРН: «Фюссен»
- Чехословаччина: «Дукла» (Їглава)
- Швейцарія: «Ла-Шо-де-Фон»
- Швеція: «Брюнес» (Євле)
- Югославія: «Акроні» (Єсеніце)

## Переможці міжнародних турнірів
- Кубок європейських чемпіонів: ЦСКА (Москва, СРСР)
- Турнір газети «Известия»: збірна СРСР
- Кубок Шпенглера: СКА (Ленінград, СРСР)
- Кубок Ахерна: «Спартак» (Москва, СРСР)
- Турнір газети «Советский спорт»: ЦСКА (Москва)

## Народились
- 31 березня — Павло Буре, радянський хокеїст. Чемпіон світу.
- 9 червня — Роб Ліск, німецький хокеїст канадського походження.
- 11 червня — Міка Алатало, фінський хокеїст.
- 4 листопада — Роман Шимічек, чеський хокеїст. Чемпіон світу.